# موتور چهارده سیلندر خطی
موتور چهارده سیلندر خطی (انگلیسی: Straight-14 engine که به‌طور خلاصه تر ال۱۴ یا آی۱۴ هم نامیده می‌شود) یک نوع موتور درون‌سوز است که دارای چهارده سیلندر (موتور) است که در کنار هم به صورت خطی قرار گرفته‌اند.